# Castlevania: Curse of Darkness
Castlevania: Curse of Darkness, in Giappone Akuma jō Dracula: Yami no juin (悪魔城ドラキュラ 闇の呪印?, Akuma jō Dorakyura: Yami no juin), è un videogioco d'azione tridimensionale per PlayStation 2 e Xbox, realizzato da Konami. Si tratta del secondo titolo della serie Castlevania ad apparire per la console Sony, dopo Lament of Innocence, del quale non è tuttavia il seguito, e il primo per la console di Microsoft. Il gioco è ambientato nel 1479, tre anni dopo gli eventi di Castlevania III: Dracula's Curse.

## Modalità di gioco
Rispetto ai suoi predecessori, Curse of Darkness è stato dotato di una visuale in terza persona ruotabile di 360°. È stato inoltre introdotto un sistema di evoluzione del personaggio in stile gioco di ruolo, in quanto ogni nemico abbattuto darà una certa quantità di punti Exp che faranno aumentare il livello del giocatore. Tale sistema di caratterizzazione è stato applicato anche ai cosiddetti "diavoli innocenti", dei demoni che il giocatore potrà portare con sé e che gli conferiranno svariate abilità speciali. Tali abilità saranno limitate dal numero di Magic Point di cui si dispone.

## Trama
Nel gioco si impersona Hector, un forgiatore diabolico al servizio di Dracula che si è ribellato al potere del suo padrone. Per la sua defezione, un altro forgiatore, di nome Isaac, ha mandato a morte la compagna di Hector, Rosaly, con l'accusa di stregoneria. In cerca di vendetta, il forgiatore diabolico ribelle si introduce nell'ultimo nascondiglio noto del suo nemico, un antico castello appartenuto un tempo al conte transilvano.

## Personaggi
Hector
Protagonista del gioco. Egli è un Forgiatore Diabolico (uno stregone addestrato nell'alchimia e nella forgiatura col compito di creare armi magiche) un tempo al servizio di Dracula, successivamente ribellatosi per ritirarsi a una vita tranquilla; viene rintracciato dal suo subalterno Isaac, che lo punisce uccidendogli la moglie Rosaly. Per potersi vendicare, Hector fa ritorno al castello del suo padrone e acquisisce nuovamente i suoi poteri.
Isaac
Il secondo Forgiatore Diabolico di Dracula, gli rimane fedele anche dopo la sua sconfitta per mano di Trevor Belmont, e uccide la moglie di Hector quando questi abbandona il suo ruolo al castello, gesto che Isaac interpreta come tradimento.
Julia Laforeze
Julia è una strega che aiuta Hector nella sua missione, ed è la sorella di Isaac. Hector la definisce fisicamente molto somigliante alla sua defunta moglie.
Saint Germain
Un uomo proveniente da un'altra epoca che viaggia nel tempo e cerca spesso di convincere Hector ad abbandonare la propria missione.
Zead
Un monaco che sostiene di essersi recato al castello di Dracula per purificarlo, ma la cui missione comprende secondi fini. Verso la fine si scopre essere nientemeno che La Morte (il braccio destro di Dracula) intenzionato a usare Hector per resuscitare Dracula
Trevor Belmont
Un cacciatore di vampiri armato di frusta che ha sconfitto Dracula nel 1476. È un personaggio sbloccabile dopo aver terminato il gioco la prima volta.
Dracula
Il principe delle tenebre, sconfitto da Trevor. La sua dipartita ha portato una maledizione oscura.

## Accoglienza
La critica ha sottolineato che la nuova tipologia di inquadrature applicate al gioco crea notevoli problemi di acquisizione del bersaglio durante i combattimenti. Poco apprezzati sono anche la linearità e la mancanza di originalità dei livelli, la realizzazione grafica datata, la mancanza di spessore della trama e l'inconsistenza delle differenze fondamentali dell'equipaggiamento di cui ci si può dotare. Elogiati sono stati invece l'introduzione del sistema di summon dei diavoli innocenti per il fine tattico in battaglia, la freneticità degli scontri e la longevità del titolo.